# Pro Evolution Soccer 2015
Pro Evolution Soccer 2015 (oficialmente abreviado como PES 2015, y llamado World Soccer: Winning Eleven 2015 en Japón) es un videojuego de fútbol de la serie Pro Evolution Soccer desarrollado y publicado por Konami. Es la competencia de FIFA Football de la compañía EA. El juego fue anunciado por Konami el 30 de mayo de 2014. El videojuego salió a la venta el 11 de noviembre de 2014 en América, y el 13 de noviembre de 2014 en el resto del Mundo.

## Desarrollo
El gerente de marca de PES, Adam Bhatti, confirmó que PES 2015 incluiría el segundo campeonato de división en Inglaterra, Francia, Italia y España. Los 88 clubes de las segundas divisiones tienen sus jugadores reales. También trae -sin licencia- las supercopas nacionales de todas las ligas (excepto Brasil, que no posee una supercopa), sólo disponibles en los modos de Liga Máster y Ser una Leyenda. Además, esta edición también cuenta con gestores autorizados. Según Bhatti, Konami ha hecho "importantes mejoras". El movimiento de los jugadores, patadas, defensas, la multitud, la física y gráficos en esta edición del juego se ve reforzada. Cada jugador cuenta con sus movimientos únicos, como la forma de tirar las faltas de Cristiano Ronaldo. Pro Evolution Soccer 2015 ganó en la categoría de mejor juego de deportes en la Gamescom. Se presentan mejoras notorias en la jugabilidad, gráficos, caras, porteros, etc.

## Demostración
Se anunció en la Gamescom de 2014 que saldría la versión demo el 17 de septiembre de 2014 para todas las consolas disponibles. Por motivos técnicos se retrasó su salida para Estados Unidos hasta el día 23 de septiembre y Europa para el 24 de septiembre. Esta demo contó con los clubes españoles Real Madrid, Barcelona, Atlético Madrid, Athletic Club, el alemán Bayern de Múnich y los italianos Juventus y Napoli.

## Portada
Estas son las distintas portadas según la región o país.
| Región o País | Jugador       |
| ------------- | ------------- |
| Global        | Mario Götze   |
| Japón         | Keisuke Honda |

## Competiciones
Para esta edición, se agregaron las segundas divisiones de Inglaterra, Francia, Italia y España, a la vez que se pierde la liga chilena, también se destaca la inclusión de la Copa Sudamericana y la Recopa Sudamericana en el juego.
| Nacionales      | Nacionales                 | Nacionales | Nacionales |
| Región          | Competición                | Licencia   | Notas      |
| --------------- | -------------------------- | ---------- | ---------- |
| Inglaterra      | Premier League             | 3          |            |
| Inglaterra      | Championship               | 4          | Nueva      |
| Inglaterra      | FA Cup                     | 2          |            |
| Inglaterra      | Community Shield           | 2          | Nueva      |
| Francia         | Ligue 1                    | 1          |            |
| Francia         | Ligue 2                    | 1          | Nueva      |
| Francia         | Copa de Francia            | 2          |            |
| Francia         | Supercopa de Francia       | 2          | Nueva      |
| Italia          | Serie A                    | 2          |            |
| Italia          | Serie B                    | 4          | Nueva      |
| Italia          | Copa Italia                | 2          |            |
| Italia          | Supercopa de Italia        | 2          | Nueva      |
| Países Bajos    | Eredivisie                 | 1          |            |
| Países Bajos    | KNVB Beker                 | 2          |            |
| Países Bajos    | Johan Cruijff-schaal       | 2          | Nueva      |
| España          | Liga BBVA                  | 1          |            |
| España          | Liga Adelante              | 1          | Nueva      |
| España          | Copa del Rey               | 2          |            |
| España          | Supercopa de España        | 2          | Nueva      |
| Portugal        | Primeira Liga              | 3          |            |
| Portugal        | Copa de Portugal           | 2          |            |
| Portugal        | Supercopa de Portugal      | 2          | Nueva      |
| Europa          | Liga PEU                   | 5          |            |
| Europa          | Copa PEU                   | 5          |            |
| Europa          | Supercopa PEU              | 5          | Nueva      |
| Brasil          | Brasileirão                | 2          |            |
| Brasil          | Copa de Brasil             | 2          |            |
| Argentina       | Primera División Argentina | 1          |            |
| Argentina       | Copa Argentina             | 2          |            |
| Argentina       | Supercopa Argentina        | 2          | Nueva      |
| Latinoamérica   | Liga PLA                   | 5          |            |
| Latinoamérica   | Copa PLA                   | 5          |            |
| Latinoamérica   | Supercopa PLA              | 5          | Nueva      |
| Asia            | Liga PAS                   | 5          |            |
| Asia            | Copa PAS                   | 5          |            |
| Asia            | Supercopa PAS              | 5          | Nueva      |
| Internacionales |                            |            |            |
| Europa          | UEFA Champions League      | 1          |            |
| Europa          | UEFA Europa League         | 1          |            |
| Europa          | UEFA Supercup              | 1          |            |
| Latinoamérica   | Copa Libertadores          | 1          |            |
| Latinoamérica   | Copa Sudamericana          | 1          | Nueva      |
| Latinoamérica   | Recopa Sudamericana        | 1          | Nueva      |
| Asia            | AFC Champions League       | 1          |            |
| Global          | Copa Mundial de Clubes     | 2          |            |

1: Licenciada.
2: Logo y nombre de la competición no están licenciados.
3: Logo y nombre de la competición, más escudos y nombres de todos los equipos, menos Manchester United en la Premier League y Benfica, Sporting de Lisboa y Porto en la Primeira Liga, no están licenciados
4: Logo y nombre de la competición, más escudos y nombres de todos los equipos no están licenciados
5: Ficticia.

## Otros equipos

### Europeos
| Región o País   | Equipo                  |
| --------------- | ----------------------- |
| Azerbaiyán      | Qarabağ FK              |
| Bielorrusia     | FC BATE Borisov         |
| Bélgica         | RSC Anderlecht          |
| Bélgica         | Standard de Liège       |
| Bulgaria        | Ludogorets Razgrad      |
| Chipre          | AEL Limassol            |
| Chipre          | APOEL FC                |
| República Checa | Sparta Praha            |
| Dinamarca       | Aalborg BK              |
| Dinamarca       | F.C. Copenhague         |
| Finlandia       | HJK Helsinki            |
| Alemania        | FC Bayern de Múnich     |
| Alemania        | Bayer 04 Leverkusen     |
| Alemania        | Schalke04               |
| Grecia          | Olympiacos FC           |
| Grecia          | Panathinaikos F.C.      |
| Israel          | Maccabi Tel Aviv        |
| Polonia         | Legia Warszawa          |
| Rusia           | PFC CSKA Moskva         |
| Rusia           | FC Zenit St. Petersburg |
| Serbia          | FK Partizán             |
| Eslovaquia      | Slovan Bratislava       |
| Eslovenia       | NK Maribor              |
| Suiza           | FC Basel 1893           |
| Suiza           | Grasshopper Zürich      |
| Turquía         | Galatasaray A.S.        |
| Turquía         | Beşiktaş JK             |
| Ucrania         | Shakhtar Donetsk        |

|}

### Asiáticos
| Región o País  | Equipo   |
| -------------- | -------- |
| Arabia Saudita | Al Nassr |

### Equipos clásicos
| Región o País | Equipo            |
| ------------- | ----------------- |
| Europa        | European Classics |
| Mundo         | World Classics    |

## Selecciones nacionales
Para esta edición, las selecciones son las mismas que en Pro Evolution Soccer 2014. Las novedades son la pérdida de las licencias de Australia, Inglaterra (solo tendrá licenciados los jugadores) República Checa, Turquía y Ghana (no tienen los jugadores reales). A su vez, le licencian completamente las selecciones de Brasil y Países Bajos. Contando con solo 8 selecciones licenciadas. Otra novedad es la licencia de los jugadores de las selecciones de Costa Rica, Serbia y Marruecos. Para esta edición (al igual que la edición anterior) la selección de Japón estará licenciada solo en la versión japonesa.
| Región                | Selección              | Licencia |
| --------------------- | ---------------------- | -------- |
| Europa                | Austria                | 2        |
| Europa                | Bélgica                | 2        |
| Europa                | Bosnia-Herzegovina     | 3        |
| Europa                | Bulgaria               | 2        |
| Europa                | Croacia                | 3        |
| Europa                | República Checa        | 3        |
| Europa                | Dinamarca              | 2        |
| Europa                | Inglaterra             | 2        |
| Europa                | Finlandia              | 2        |
| Europa                | Francia                | 1        |
| Europa                | Alemania               | 1        |
| Europa                | Grecia                 | 1        |
| Europa                | Hungría                | 2        |
| Europa                | Irlanda                | 2        |
| Europa                | Israel                 | 2        |
| Europa                | Italia                 | 1        |
| Europa                | Montenegro             | 3        |
| Europa                | Países Bajos           | 1        |
| Europa                | Irlanda del Norte      | 3        |
| Europa                | Noruega                | 2        |
| Europa                | Polonia                | 2        |
| Europa                | Portugal               | 1        |
| Europa                | Rumanía                | 2        |
| Europa                | Rusia                  | 2        |
| Europa                | Escocia                | 2        |
| Europa                | Serbia                 | 2        |
| Europa                | Eslovaquia             | 3        |
| Europa                | Eslovenia              | 2        |
| Europa                | España                 | 1        |
| Europa                | Suecia                 | 2        |
| Europa                | Suiza                  | 2        |
| Europa                | Turquía                | 3        |
| Europa                | Ucrania                | 3        |
| Europa                | Gales                  | 3        |
| África                | Argelia                | 3        |
| África                | Burkina Faso           | 3        |
| África                | Camerún                | 2        |
| África                | Costa de Marfil        | 2        |
| África                | Egipto                 | 2        |
| África                | Ghana                  | 3        |
| África                | Guinea                 | 3        |
| África                | Malí                   | 3        |
| África                | Marruecos              | 2        |
| África                | Nigeria                | 3        |
| África                | Senegal                | 3        |
| África                | Sudáfrica              | 2        |
| África                | Túnez                  | 3        |
| África                | Zambia                 | 3        |
| Norte y Centroamérica | Costa Rica             | 2        |
| Norte y Centroamérica | Honduras               | 3        |
| Norte y Centroamérica | Jamaica                | 3        |
| Norte y Centroamérica | México                 | 3        |
| Norte y Centroamérica | Panamá                 | 3        |
| Norte y Centroamérica | Estados Unidos         | 3        |
| América del Sur       | Argentina              | 2        |
| América del Sur       | Bolivia                | 2        |
| América del Sur       | Brasil                 | 1        |
| América del Sur       | Chile                  | 2        |
| América del Sur       | Colombia               | 2        |
| América del Sur       | Ecuador                | 3        |
| América del Sur       | Paraguay               | 3        |
| América del Sur       | Perú                   | 2        |
| América del Sur       | Uruguay                | 2        |
| América del Sur       | Venezuela              | 3        |
| / Asia/Oceanía        | Australia              | 2        |
| / Asia/Oceanía        | China                  | 3        |
| / Asia/Oceanía        | Irán                   | 3        |
| / Asia/Oceanía        | Irak                   | 3        |
| / Asia/Oceanía        | Japón                  | 1*       |
| / Asia/Oceanía        | Jordania               | 3        |
| / Asia/Oceanía        | Kuwait                 | 3        |
| / Asia/Oceanía        | Líbano                 | 3        |
| / Asia/Oceanía        | Corea del Norte        | 3        |
| / Asia/Oceanía        | Omán                   | 3        |
| / Asia/Oceanía        | Catar                  | 3        |
| / Asia/Oceanía        | Arabia Saudita         | 3        |
| / Asia/Oceanía        | Corea del Sur          | 3        |
| / Asia/Oceanía        | Tailandia              | 3        |
| / Asia/Oceanía        | Emiratos Árabes Unidos | 3        |
| / Asia/Oceanía        | Uzbekistán             | 3        |
| / Asia/Oceanía        | Nueva Zelanda          | 2        |

1: Licenciados el uniforme, los jugadores y el entrenador.
2: Sólo licenciados los jugadores.
3: Sin licencia.
- Solo en la versión japonesa.

## Comentaristas
Estas son las duplas de comentaristas en esta versión de la saga.
| Región o País             | Idioma    | Comentaristas                             |
| ------------------------- | --------- | ----------------------------------------- |
| Argentina                 | Español   | Mariano Closs Fernando Niembro            |
| Chile                     | Español   | Fernando Solabarrieta Patricio Yáñez      |
| España                    | Español   | Carlos Martínez Julio Maldonado «Maldini» |
| Hispanoamérica            | Español   | Christian Martinoli Luis García           |
| Francia                   | Francés   | Grégoire Margotton Darren Tulett          |
| Inglaterra Estados Unidos | Inglés    | Jon Champion Jim Beglin                   |
| Italia                    | Italiano  | Fabio Caressa Luca Marchegiani            |
| Japón                     | Japonés   | Jon Kabira Hiroshi Nanami                 |
| Brasil                    | Portugués | Silvio Luiz Mauro Beting                  |
| Portugal                  | Portugués | Pedro Sousa Luís Freitas Lobo             |

## Banda sonora
Esta es la lista de canciones que incluye PES 2015:
- American Authors - "Best Day of My Life"
- Avicii - "Wake Me Up"
- Bastille - "Pompeii"
- Bombay Bicycle Club - "Luna"
- Calvin Harris ft. Ellie Goulding - "I Need Your Love"
- Cold War Kids - "Miracle Mile"
- Imagine Dragons - "Demons"
- Linkin Park ft. Page Hamilton - "All For Nothing"
- Man with a Mission - "Higher" (Solo en la versión japonesa)
- Morning Parade - "Shake the Cage"
- The Preatures - "Is This How You Feel"
- Wilkinson - "Afterglow"

## Estadios
El juego cuenta con 19 estadios (17 en las versiones para PlayStation 3, Xbox 360 y PC), 14 de ellos con licencia (12 en las versiones para PlayStation 3, Xbox 360 y PC) y 5 genéricos. Por primera vez en la saga se incluye el Olympiastadion Berlin del Hertha Berlín (sede de la final de la UEFA Champions League 2014-15) y el Estadio Nacional de Varsovia de la selección de Polonia (sede de la final de la Liga Europa de la UEFA 2014-15). A su vez, se destaca la ausencia del Estádio da Luz, Estadio de Wembley, Stade de France, Estadio Príncipe Abdullah al-Faisal y del King Fahd International Stadium.

### PlayStation 4 y Xbox One
| Número | País          | Estadio                         | Equipo                         | Nombre verdadero              |
| ------ | ------------- | ------------------------------- | ------------------------------ | ----------------------------- |
| 1      | Alemania      | Olympiastadion BerlinNuevo      | Hertha Berlín y Alemania       | Licenciado                    |
| 2      | Alemania      | Allianz Arena                   | Bayern de Múnich y 1860 Múnich | Licenciado                    |
| 3      | Alemania      | Burg Stadion                    | Werder Bremen                  | Weserstadion                  |
| 4      | Polonia       | National Stadium in WarsawNuevo | Polonia                        | Licenciado                    |
| 5      | Inglaterra    | Old Trafford                    | Manchester United              | Licenciado                    |
| 6      | Inglaterra    | Royal London Stadium            | Arsenal                        | Emirates Stadium              |
| 7      | Italia        | Giuseppe Meazza                 | Inter de Milán                 | Licenciado                    |
| 8      | Italia        | San Siro                        | Milan                          | Licenciado                    |
| 9      | Italia        | Juventus Stadium                | Juventus                       | Licenciado                    |
| 10     | Italia        | Stadio Orione                   | Calcio Catania                 | Estadio Angelo Massimino      |
| 11     | Brasil        | Estádio do Morumbi              | São Paulo                      | Licenciado                    |
| 12     | Brasil        | Estadio Mineirão                | Atlético Mineiro               | Licenciado                    |
| 13     | Brasil        | Estadio Urbano Caldeira         | Santos                         | Licenciado                    |
| 14     | Brasil        | Estadio de Escorpião            | Flamengo, Fluminense y Brasil  | Estadio Maracaná              |
| 15     | Argentina     | Estádio Alberto J. Armando      | Boca Juniors                   | Licenciado                    |
| 16     | Argentina     | El Monumental                   | River Plate y Argentina        | Licenciado                    |
| 17     | Japón         | Saitama Stadium 2002            | Urawa Red Diamonds             | Licenciado                    |
| 18     | Corea del Sur | KONAMI Stadium                  | Ulsan Hyundai                  | Estadio de Fútbol Ulsan Munsu |
| 19     | España        | Estadio del Nuevo Triunfo       | Espanyol                       | RCDE Stadium                  |

| 1. 2. 3. |

### PC, PlayStation 3 y Xbox 360
| Número | País          | Estadio                         | Equipo                         | Nombre verdadero              |
| ------ | ------------- | ------------------------------- | ------------------------------ | ----------------------------- |
| 1      | Alemania      | Olympiastadion BerlinNuevo      | Hertha Berlín y Alemania       | Licenciado                    |
| 2      | Alemania      | Allianz Arena                   | Bayern de Múnich y 1860 Múnich | Licenciado                    |
| 3      | Alemania      | Burg Stadion                    | Werder Bremen                  | Weserstadion                  |
| 4      | Polonia       | National Stadium in WarsawNuevo | Polonia                        | Licenciado                    |
| 5      | Inglaterra    | Old Trafford                    | Manchester United              | Licenciado                    |
| 6      | Inglaterra    | Royal London Stadium            | Arsenal                        | Emirates Stadium              |
| 7      | Italia        | Giuseppe Meazza                 | Inter de Milán                 | Licenciado                    |
| 8      | Italia        | San Siro                        | Milan                          | Licenciado                    |
| 9      | Italia        | Juventus Stadium                | Juventus                       | Licenciado                    |
| 10     | Brasil        | Estádio do Morumbi              | São Paulo                      | Licenciado                    |
| 11     | Brasil        | Estadio Urbano Caldeira         | Santos                         | Licenciado                    |
| 12     | Brasil        | Estadio de Escorpião            | Flamengo, Fluminense y Brasil  | Estadio Maracaná              |
| 13     | Argentina     | Estádio Alberto J. Armando      | Boca Juniors                   | Licenciado                    |
| 14     | Argentina     | El Monumental                   | River Plate y Argentina        | Licenciado                    |
| 15     | Japón         | Saitama Stadium 2002            | Urawa Red Diamonds             | Licenciado                    |
| 16     | Corea del Sur | KONAMI Stadium                  | Ulsan Hyundai                  | Estadio de Fútbol Ulsan Munsu |
| 17     | España        | Estadio del Nuevo Triunfo       | Espanyol                       | RCDE Stadium                  |

| 1. 2. 3. |

## Actualizaciones

### DLC 1.00
Fue lanzado el 13 de noviembre de 2014 e incluyó:
- La Copa Sudamericana 2014 junto con sus respectivos equipos y balón oficial.
- 93 uniformes nuevos y mejorados.
- Botas de Adidas, Nike y Puma.
- Actualización de transferencias de mitad de año.
- Actualización de 80 modelos de jugadores.
- Ocho nuevos equipos europeos:
  -  FK Qarabağ
  -  PFC Ludogorets Razgrad
  -  ŠK Slovan Bratislava
  -  HJK Helsinki
  -  Maccabi Tel Aviv F.C.
  -  Legia de Varsovia
  -  Sparta Praga
  -  FK Partizan

### DLC 2.00
Fue lanzado el 16 de diciembre de 2014 e incluyó:
- Nuevas botas (Adidas, Umbro y Mizuno).
- Nuevos balones (Adidas Pro Ligue 1 (sólo disponible en modos de Ligue 1) y Adidas Conext 15).
- Nuevas equipaciones.
- Cuatro nuevos estadios para PS4 y Xbox One:
  -  El Monumental
  -  Estádio do Morumbi
  -  Estadio Mineirão
  -  Saitama Stadium 2002

- Nuevas caras actualizadas para 73 jugadores.
- Cuatro nuevos equipos europeos:[7]
  -  FC Basel 1893
  -  FC BATE Borisov
  -  NK Maribor
  -  Beşiktaş JK

#### Versión 1.02
- Se añadió el historial de saldo de créditos de myClub (monedas y GP).
- Se arreglaron los siguientes problemas:
  - El fallo que impedía avanzar cuando se intentaba cerrar la ventana de ranking si el usuario tenía más de veinticuatro amigos.
  - El cambio de forma para las actualizaciones en vivo que no aparecía en la pantalla "Estrategia" de myClub.
  - El color del cursor del jugador que no aparecía en el radar.
  - El fallo por el que la pantalla se quedaba en negro cuando se pulsaba varias veces el botón de saltar en las escenas de repetición.
  - Las posiciones de alineación iniciales que se mostraban como aleatorias al restablecer el traspaso en el modo "Editar".
- Se realizaron pequeños cambios en varios modos para mejorar la experiencia general del juego.[8]

### DLC 4.0
Fue el último DLC y fue lanzado el 12 de marzo de 2015 e incluyó:
- Tres nuevos estadios para PS4 y Xbox One:
  -  La Bombonera
  -  Burg Stadium
  -  Stadio Orione
- Dos nuevos balones (Argentum y UCL Finale Berlin OMB)
- Nuevas caras actualizadas para 63 jugadores.
- Nuevas botas (Adidas, Nike y Puma).